# 이타파지피

이타파지피의 위치

이타파지피(포르투갈어: Itapagipe)는 브라질 미나스제라이스주의 도시로 면적은 1,795km2, 높이는 516m, 인구는 14,019명(2007년 기준)이다. 도시가 설립된 시기는 1817년이다. 남쪽으로는 상파울루주와 접한다.